# Calcipotamon puglabrum
Calcipotamon puglabrum (лат.) — вид пресноводных крабов из семейства Potamidae, единственный в роде Calcipotamon. Новые вид и род описаны в 2020 году.

## Описание
Новые вид и род описаны в 2020 году на основе морфологии и митохондриальной последовательности 16S рРНК. Род Calcipotamon ближайший к родам Neotiwaripotamon и Tiwaripotamon, но отличается строением карапакса.

## Ареал
Эндемик острова Хайнань. Обнаружен в известняковом[каком?] лесу в автономном уезде Чанцзян ли.